# マキノ映画製作所
マキノ映画製作所（マキノえいがせいさくしょ、1923年 設立 - 1924年 合併）は、かつて存在した日本の映画会社である。1920年代（大正末期）の日本映画において活動し成功した、初期の独立プロダクションである。俳優だった衣笠貞之助を監督としてフル稼働し、大部屋俳優であった阪東妻三郎をスターにし、20代前半の若者たちを脚本家・寿々喜多呂九平、映画監督・二川文太郎、井上金太郎としてデビューさせた。

## 略歴・概要

### 横田支配からの脱出
1923年（大正12年）6月1日、先駆的映画監督である牧野省三が設立した。
牧野が1919年（大正8年）に設立した「教育映画」の製作会社「ミカド商会」は、牧野の独立に脅威を感じた横田永之助によって日活に吸収された。牧野もいったん日活の一監督に戻るが、ふたたび1921年（大正10年）に「牧野教育映画製作所」を設立、大活出身の20代の若者たちや国活の人材を得て、さらに俳優・衣笠貞之助を映画監督としてデビューさせ、「教育映画」の枠も取り払った自主製作・自主配給の力をつけ、満を持してこの「マキノ映画製作所」に改組した。牧野は本格的に監督および映画プロデューサーとしての仕事を続行した。また牧野は「マキノ青司」の名も使用した。撮影所は「牧野教育映画製作所」として1921年に京都市北区等持院北町の等持院境内に設立した「等持院撮影所」をひきつづき稼動、配給は「浅草大東京」をトップにひきつづき自主配給を行った。
改組第1回配給作品は、市川幡谷主演の『三好清海』、牧野省三監督の『弥次と北八 第一篇』、そして衣笠貞之助監督の現代劇『二羽の小鳥』の3本立て興行で同年6月1日に封切られた。3か月間フル稼働で毎週2-3本のプログラムを供給していたが、同年9月1日に起きた関東大震災で浅草を中心に興行ラインが壊滅、作品がストップした。日本全国でも9月に作品を供給できたのは松竹蒲田撮影所と帝国キネマ（帝キネ）だけの5本きり、松竹は蒲田から下加茂へと移転すべく建設を開始した。混乱に乗じた日活の横田が、大手他社によびかけ、マキノを中心とした独立プロ排撃の動きに出た。マキノは東京府下豊多摩郡淀橋町角筈成子坂下（現在の新宿区西新宿8丁目）の「成子不二館」をトップに公開するようコンバート、年内をしのぎ、さらに同年11月には「マキノキネマ株式会社」を設立、西陣に直営館マキノキネマをオープン、独自のチェーンを組み始めた。
年末12月31日公開の正月映画として、金森万象監督の『青春の悲歌』を「成子不二館」に、おなじく金森監督の『祇園情話 蕾のまゝ』と後藤秋声監督の『男が妻を選ぶ時』の2本立て番組を復興後の浅草に建った「浅草オペラ館」にきっちり供給した。さらには明けて1924年（大正13年）の正月、1月2日、牧野省三・沼田紅緑監督の『恐怖の夜叉』で復興した「浅草大東京」に復帰した。平行して不二館・オペラ館番組も供給し続けた。同月、日活・松竹・帝キネ・マキノの4社で、検閲の統一や配給制度の確立、引き抜き防止等を目的に「日本映画製作者協会」を設立した。

### 寿々喜多呂九平のデビュー
1922年（大正11年）春、横浜の大活にいた知人山内英三（のちの映画監督）のツテで牧野監督の『実録忠臣蔵』の試写を観た22歳の寿々喜多呂九平は、いきなり京都入りして「牧野教育映画製作所」の文芸部に入社した。同じ下宿にいた阪東妻三郎、二川文太郎、井上金太郎ら俳優と映画論を戦わせ、まだ無名だった阪東を牧野に推薦する。翌年の「マキノ映画製作所」設立の翌月には、牧野・金森共同監督による市川幡谷主演作品『紫頭巾浮世絵師』で、牧野は寿々喜多を脚本家としてデビューさせた。同社で24作の脚本を量産、寿々喜多のニヒリスティックな脚本は、阪東を一躍スターにした。
同社は「牧野教育映画製作所」開業と同時に入社した横浜・大活出身の俳優二川文太郎、井上金太郎をそれぞれ監督としてデビューさせた。二川24歳、井上21歳のときであった。1924年4月4日封切の浅草大東京の番組は、二川・井上そして後藤監督、寿々喜多呂九平脚本による短篇大会となった。また国活の角筈十二社撮影所長を辞めた桝本清に1本監督させ、国活脚本部にいた23歳の志波西果に数本の脚本・助監督を経験させたあと監督としてデビューさせ、長尾の助監督村田武俊、高松豊次郎の「活動写真資料研究会」の俳優兼監督井上麗三にも1本監督させている。
また1924年4月、新進作家直木三十五（当時「直木三十三」）が書いた小説『心中きらゝ坂』が、大阪プラトン社の雑誌『苦楽』に掲載されているのを読んだ牧野は、たまたま同月撮影所に招待したプラトン社の小山内薫と川口松太郎に同伴した直木に映画化を要望、「マキノ青司」名で自ら脚本執筆、『雲母阪』のタイトル、阪東の主演で映画化、2か月後の6月20日には完成、公開された。以降、直木は映画に傾倒し、翌年3月には奈良で映画制作プロダクション「連合映画芸術家協会」を旗揚げすることになる。
1924年（大正13年）7月、牧野は東亜キネマとの合併を呑むが、その後の1925年6月、マキノ・プロダクション（1925年 設立 - 1932年7月 解散）を設立、完全に独立する。

## フィルモグラフィ

### 1923年
1923年6月
- 『三好清海』主演市川幡谷、出演片岡市太郎、片岡松太郎、阪東妻三郎 ※浅草大東京 6巻
- 『二羽の小鳥』監督衣笠貞之助
- 『弥次と北八 第一篇』監督牧野省三
- 『塩原多助』出演市川幡谷、片岡市太郎、阪東妻三郎 ※浅草大東京 5巻
- 『女優に恋した乞食』監督長尾史録
- 『弥次と北八 第二篇』監督牧野省三
- 『お祭佐七』監督牧野省三
- 『水戸黄門』監督長尾史録
- 『彼の山越えて』監督衣笠貞之助
- 『大仇討天下茶屋』出演片岡市太郎、市川幡谷 ※浅草大東京 6巻
- 『盗まれた花嫁』監督・主演衣笠貞之助、環歌子 ※浅草大東京
- 『幡随院と権八』監督牧野省三
- 『仮名手本忠臣蔵』監督牧野省三
- 『勧進帳安宅の関』監督牧野省三・沼田紅緑

1923年7月
- 『再生』監督桝本清
- 『小笠原狐』監督牧野省三
- 『人生を視めて』監督衣笠貞之助
- 『紫頭巾浮世絵師』監督牧野省三・金森万象、脚本寿々喜多呂九平
- 『天竺徳兵衛』主演市川幡谷 ※浅草大東京 7巻
- 『立派な父』監督井上金太郎
- 『切なきは恋』監督長尾史録
- 『曾呂利と五右衛門』監督牧野省三
- 『大楠公夫人』監督牧野省三
- 『藤原鎌足』監督牧野省三
- 『二人勢力富五郎』監督牧野省三
- 『燕の歌』監督衣笠貞之助

1923年8月
- 『権三と助十』監督後藤秋声
- 『村長の息子』監督長尾史録
- 『大久保彦左一本参る』監督後藤秋声
- 『阿呆重（岩見重太郎）』監督牧野省三
- 『牛盗人』監督牧野省三
- 『大自然』監督金森万象
- 『四谷怪談お岩』出演片岡市太郎、嵐新昇、中村駒梅 ※浅草大東京
- 『人の振り見て』監督長尾史録
- 『辻斬の達人』監督牧野省三・沼田紅緑
- 『加賀の若殿』監督牧野省三
- 『白縫物語 勇婦若菜姫』出演市川幡谷、片岡市太郎 ※浅草大東京 6巻
- 『蜃気楼』監督二川文太郎
- 『金色夜叉 宮の巻』監督衣笠貞之助 ※浅草大東京 5巻
- 『大阪守護の霧隠』監督沼田紅緑 ※浅草大東京 6巻
- 『恋地獄』監督長尾史録 ※浅草大東京

1923年9月
※関東大震災（9月1日）の影響で配給作なし
1923年10月
- 『恵まざれる男』監督村田武俊
- 『鮮血の手型 前篇』監督沼田紅緑、脚本寿々喜多呂九平 ※成子不二館 5巻
- 『鮮血の手型 後篇』監督沼田紅緑、脚本寿々喜多呂九平 ※成子不二館 5巻
- 『魔の池』監督衣笠貞之助 ※成子不二館 6巻

1923年11月
- 『三日月次郎吉』監督牧野省三 ※成子不二館 6巻
- 『咽び泣く魂』監督金森万象 ※成子不二館 6巻
- 『菊の井物語』監督後藤秋声 ※成子不二館 6巻
- 『凋落の彼方へ』監督衣笠貞之助 ※成子不二館 7巻
- 『小雀峠』監督沼田紅緑、脚本寿々喜多呂九平 ※成子不二館 6巻

1923年12月
- 『金色夜叉 寛一の巻』監督衣笠貞之助 ※成子不二館 4巻
- 『瀧口入道 夢の恋塚』監督後藤秋声 ※成子不二館 6巻
- 『悩める小羊』監督金森万象 ※成子不二館 5巻
- 『或る日の大石』監督沼田紅緑 ※大井館 5巻
- 『生首の薄化粧』監督沼田紅緑 ※成子不二館 6巻
- 『迷宮の鍵』監督井上金太郎 ※成子不二館
- 『安政奇談』監督沼田紅緑 ※大森壽館 8巻
- 『火の車お萬』監督後藤秋声、脚本寿々喜多呂九平 ※千住大橋館 5巻
- 『青春の悲歌』監督金森万象 ※成子不二館 5巻
- 『祇園情話 蕾のまゝ』監督金森万象 ※浅草オペラ館 5巻
- 『男が妻を選ぶ時』監督後藤秋声、脚本寿々喜多呂九平 ※浅草オペラ館 5巻

### 1924年
1924年1月
- 『恐怖の夜叉』監督牧野省三・沼田紅緑、脚本寿々喜多呂九平 ※浅草大東京 6巻
- 『彼女の運命 前篇』監督衣笠貞之助 ※浅草オペラ館 6巻
- 『妻の秘密』監督衣笠貞之助 ※浅草オペラ館 6巻
- 『燃ゆる渦巻 第一篇』監督沼田紅緑、脚本寿々喜多呂九平 ※浅草大東京 6巻
- 『快傑鷹』監督二川文太郎、脚本寿々喜多呂九平 ※浅草大東京 6巻
- 『小佛心中』監督沼田紅緑、脚本寿々喜多呂九平 ※浅草大東京 6巻
- 『燃ゆる渦巻 第二篇』監督沼田紅緑、脚本寿々喜多呂九平 ※浅草大東京 5巻

1924年2月
- 『いがみの権太』監督後藤秋声 ※浅草大東京 6巻
- 『彼女の運命 後篇』監督衣笠貞之助 ※浅草オペラ館 7巻
- 『山猫の眼』監督後藤秋声、脚本寿々喜多呂九平 ※浅草大東京 6巻
- 『武悪の面』監督二川文太郎 ※浅草オペラ館 7巻
- 『燃ゆる渦巻 第三篇』監督牧野省三・沼田紅緑、脚本寿々喜多呂九平 ※浅草大東京 6巻
- 『恋』監督衣笠貞之助 ※京都マキノキネマ 6巻
- 『旅愁』監督金森万象 ※浅草オペラ館 5巻
- 『命の掛橋』監督沼田紅緑 ※浅草大東京 6巻
- 『悲しき曙光』監督井上金太郎 ※浅草オペラ館 6巻

1924年3月
- 『懐かしき母』監督志波西果 ※浅草オペラ館 6巻
- 『夢から夢』監督後藤秋声 ※浅草大東京 5巻
- 『燃ゆる渦巻 最終篇』監督沼田紅緑、脚本寿々喜多呂九平 ※浅草大東京 6巻
- 『桜田快挙録』監督後藤秋声 ※浅草大東京 7巻
- 『幸福への道』監督井上麗三 ※京都中央キネマ 4巻
- 『桐の雨』監督衣笠貞之助 ※浅草大東京 6巻

1924年4月
- 『寂しき村』監督衣笠貞之助 ※京都マキノキネマ 6巻
- 『結婚すべからず』監督二川文太郎、脚本寿々喜多呂九平 ※浅草大東京 2巻
- 『月給日の夜の出来事』監督井上金太郎、脚本寿々喜多呂九平 ※浅草大東京 2巻
- 『死線に立てば』監督二川文太郎、脚本寿々喜多呂九平 ※浅草大東京 3巻
- 『女に甘い男の群』監督井上金太郎、脚本寿々喜多呂九平 ※浅草大東京 2巻
- 『栗飯の焚ける間』監督後藤秋声、脚本寿々喜多呂九平 ※浅草大東京 3巻
- 『超現代人』監督金森万象 ※成子不二館 5巻
- 『雪の峠』監督沼田紅緑 ※浅草大東京 5巻
- 『響』監督後藤秋声 ※浅草大東京 6巻
- 『春は花遠山桜』監督沼田紅緑 ※浅草大東京 6巻
- 『情熱の火』監督二川文太郎、脚本寿々喜多呂九平 ※浅草大東京 6巻

1924年5月
- 『祇園の春 散り行く花』監督金森万象 ※成子不二館 6巻
- 『花咲爺』監督衣笠貞之助 ※浅草大東京 3巻
- 『春の夜の恋』監督後藤秋声 ※浅草大東京 6巻
- 『郷関を出てて』監督井上金太郎 ※成子不二館 3巻
- 『錦を着て』監督後藤秋声 ※浅草大東京 5巻
- 『乞食が武士に成つた話』監督沼田紅緑、脚本寿々喜多呂九平 ※浅草大東京 4巻
- 『煩悩地獄』監督二川文太郎 ※浅草大東京 6巻
- 『忠と孝 第一篇 烈女お初』監督沼田紅緑 ※浅草大東京 4巻
- 『忠と孝 第二篇 養老の瀧』監督沼田紅緑 ※浅草大東京 3巻

1924年6月
- 『鉄窓に見る月』監督金森万象 ※成子不二館 5巻
- 『林檎』監督沼田紅緑 ※浅草大東京 6巻
- 『血桜』監督後藤秋声、脚本寿々喜多呂九平 ※浅草大東京 4巻
- 『魔陥の消ゆる頃』監督二川文太郎 ※早稲田帝国館 7巻
- 『鬼神 由利刑事』監督衣笠貞之助 ※池袋平和館 6巻
- 『侍甚七捕物帳』監督後藤秋声 ※浅草大東京 6巻
- 『無名の愛』監督井上金太郎 ※浅草大東京 6巻
- 『雲母阪』監督沼田紅緑、原作直木三十三 ※浅草大東京 5巻
- 『恋の猟人』監督二川文太郎 ※浅草大東京 5巻
- 『忠治愛刀』監督沼田紅緑 ※浅草大東京 3巻
- 『関守の情』監督後藤秋声 ※浅草大東京 6巻

1924年7月
- 『討たるゝ者』監督沼田紅緑、脚本寿々喜多呂九平 ※浅草大東京 6巻
- 『狂恋の舞踏』監督衣笠貞之助 ※浅草大東京 6巻
- 『紀州の落人 目明し長九郎』監督沼田紅緑 ※浅草大東京 5巻
- 『争闘』監督金森万象、脚本寿々喜多呂九平 ※浅草大東京

## 註
1. ↑  http://www.matsudafilm.com/matsuda/c_pages/c_de.html
2. ↑  https://www.imdb.com/name/nm0538634/bio/
3. ↑  『日本映画監督全集』（キネマ旬報社、1976年）の「牧野省三」の項（p.360-363）を参照。同項執筆は田中純一郎。
4. 1 2  立命館大学の「京都映像文化デジタル・アーカイヴ マキノ・プロジェクト」サイト内の「等持院撮影所」の記述を参照。
5. ↑  『日本映画監督全集』（キネマ旬報社、1976年）の「寿々喜多呂九平」の項（p.223-224）を参照。同項執筆は岸松雄。
6. ↑  直木の甥・植村鞆音『直木三十五伝』（文藝春秋、2005年 ISBN 4163671501）の記述を参照。

## 関連事項
- 横田商会 - 日活 （横田永之助）
- ミカド商会 - 牧野教育映画製作所 - マキノ映画製作所 - 東亜キネマ - マキノ・プロダクション （牧野省三）
- 衣笠貞之助
- 連合映画芸術家協会 （直木三十五）
- 日本における検閲
- 大東京 (映画館)